# NSG 'Eulenmühle / Eulenmühle/Welschwies'
NSG 'Eulenmühle / Eulenmühle/Welschwies' este o arie protejată (arie specială de conservare — SAC, sit de importanță comunitară — SCI) din Germania întinsă pe o suprafață de 89 ha, integral pe uscat.

## Localizare
Centrul sitului NSG 'Eulenmühle / Eulenmühle/Welschwies' este situat la coordonatele 49°15′17″N 6°45′05″E / 49.2547°N 6.7514°E.

## Înființare
Situl NSG 'Eulenmühle / Eulenmühle/Welschwies' a fost declarat sit de importanță comunitară în februarie 2004 pentru a proteja 4 specii de animale. Situl a fost protejat și ca arie specială de conservare în februarie 2016.

## Biodiversitate
Situată în ecoregiunea continentală, aria protejată conține 3 habitate naturale: Cursuri de apă de la nivel de câmpie la nivel montan, cu vegetație Ranunculion fluitantis și Callitricho-Batrachion, Liziere de ierburi înalte hidrofile de câmpie și de nivel montan până la alpin, Mlaștini turboase de tranziție și turbării mișcătoare.
La baza desemnării sitului se află mai multe specii protejate:
- mamifere (1): castor (Castor fiber)
- nevertebrate (3): fluturele-tigru (Callimorpha quadripunctaria), Coenagrion mercuriale, fluturele purpuriu (Lycaena dispar)

Pe lângă speciile protejate, pe teritoriul sitului au mai fost identificate 7 specii de plante, 3 specii de nevertebrate, 1 specie de reptile.